# Vassyl Zinkevytch
Vassyl Ivanovytch Zinkevytch (en ukrainien : Васи́ль Іва́нович Зінке́вич ; en russe : Васи́лий Ива́нович Зинке́вич, Vassili Ivanovitch Zinkévitch), né le 5 mai 1945 à Vas'kivtsi, dans l'oblast de Khmelnytskyï (RSS d'Ukraine), est un ténor ukrainien. Il est l'auteur de nombreuses chansons populaires devenues des classiques du répertoire ukrainien du XXe siècle.

## Biographie
Le père de Vassyl Zinkevytch, responsable d'un chœur d'église, transmet à son fils le goût du chant et du spectacle. Enfant, il montre déjà un intérêt pour la scène et l'expression artistique.
En 1968, de retour de son service militaire, Zinkevytch emménage à Vyjnytsia pour y parachever son éducation dans un institut d'art appliqué.
De 1968 à 1973, il est le directeur artistique du groupe de danse populaire Smeritchina à la maison de la culture de Vyjnytsia. Il fait ses premiers pas dans le domaine du chant à l'école de chant de Lev Doutkovsky (uk).
De 1973 à 1975. il est soliste dans l'ensemble musical Smeritchka (Смерічка) sous la direction de Lev Doutkovski. Il exerce ensuite les mêmes fonctions dans l'ensemble musical Svitias à Loutsk, dont il devient le directeur artistique en 1980.
Il est décoré du titre d'artiste émérite d'Ukraine en 1980, et reçoit le titre d'artiste national d'Ukraine en 1986,.

## Œuvre
Vassyl Zinkevytch obtient une première reconnaissance nationale en 1971 avec son interprétation de la chanson Tchervona Routa, tirée du film homonyme, qu'il interprète à Moscou lors du concours Pesnia Goda (Песня года, c'est-à-dire « la chanson de l'année »).
En 1972, il décroche la première place du concours télévisé Allô, nous recherchons des talents (Алло, мы ищем таланты) à Moscou.
Dans les années 1970 et 1980, Vassyl Zinkevytch tourne dans plusieurs comédies musicales soviétiques, comme Melodii goloubykh ozior (1977), Tchervona Routa : dessiat' let spoustia (1981), Mouzyka vesny (1987), Ekho ego jizni (1988), Tchervona Routa Vladimira Ivassiouka (1988), ou encoreKroujévo ego dorog (1990).
Détenteur d'une voix à la fois claire et profonde, Vassyl a pourtant dû lutter pour se faire reconnaître sur la scène soviétique et ukrainienne, et l'emporter face aux préjugés des jurys moscovites alors peu intéressés par les expressions folkoriques et populaires.